# Magdalena Adamowicz
Magdalena Adamowicz, née Abramska le 10 avril 1973 à Słupsk en Pologne, est une enseignante et femme politique polonaise, membre de Plate-forme civique. Elle est élue députée européenne en 2019.